# Juan Luis López, I marqués del Risco

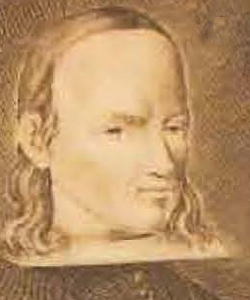
Juan Luis López

Juan Luis López, I marqués del Risco (Zaragoza, 19 de junio de 1644-Madrid, 28 de diciembre de 1703) fue un abogado, historiador, docente y fiscal en la Universidad de Zaragoza, así como fiscal en el Consejo de Aragón. En 1698 se le nombró Regente de la misma institución por Real Decreto de 18 de junio. Ejerció diferentes empleos en las Administraciones Públicas del Reino de Aragón, Lima y Madrid.

## Biografía
En sus primeros años de juventud y formación académica, el Doctor Juan Luis López realizó la Licenciatura y el Magisterio en la Facultad de Artes. Respecto a sus estudios de Derecho, en 1665 se graduó como Bachiller en Cánones, al tiempo que se licenció en Jurisprudencia Civil en 1666; finalmente obtuvo el grado de Doctor "de rigor de justicia" en la Facultad de Leyes de Zaragoza.
Tras esta formación, ejerció de profesor extraordinario de derecho, y posteriormente ejerció de vicerrector de la Universidad de Zaragoza (1668-1670). Fuera del ámbito académico, ejerció la abogacía en su ciudad natal.
Cuando el Duque de la Palata, Melchor de Navarra y Rocafull Martínez de Arroytia y Vique, fue designado Virrey del Perú, decidió llevarse consigo a determinados colaboradores de toda confianza, entre los que se encontraba el Doctor Juan Luis López. Durante su periodo indiano (1681-1694) donde Gobernador de Huancavelica (1683-89), contrajo matrimonio con Dª Isabel-Lorenza Mesía de Valenzuela, hija de Diego Cristóbal Mesía y León Garavito, I conde de Sierrabella con quien tuvo su primer hijo, Juan Luis López y Messía, quien se dedicó también al ámbito jurídico.
Durante aquellos años en Lima ejerció puestos de gran relevancia, entre los que podemos destacas los siguientes:
- Alcalde del Crimen de la Audiencia de Lima (1680).
- Auditor general de guerra (1681).
- Juez e Intendente de Minerales de oro, plata y azogue del virreinato del Perú.
- Corregidor de Huancavelica y Gobernador de la provincia correspondiente(1683).
A su regreso en 1689 a España, reingresó en la administración Central Aragonesa. Se traslada finalmente a Madrid, donde ejercería su puesto de fiscal hasta su muerte, ocurrida el 28 de diciembre de 1703.

## Obra
Su obra se puede clasificar en dos grandes grupos, siguiendo la clasificación de Muro Orejón 
- Derecho Aragonés y los Fueros
Durante la década de los años 60 se dedicó a la producción de escritos de orden jurídico-político, principalmente a la elaboración de alegaciones, siendo la primera de ellas una defensa dedicada a la Universidad de Zaragoza.
De sus obras sobre Derecho Aragonés, destacaremos las siguientes:
- De origine Justitiae, sive Judicis medii aragonum exercitatio, cum annotatis (1678, Madrid).
- 'Ad Nonnullos Aragoniae Foros Emendationis, (1679)'
- Historia y conzentarids de tos Fueros de Sobrarbe

- Tema Indiano:

En Lima escribió también importantes Alegaciones en defensa de la jurisprudencia Real,así citaresmos el Discurso legal teológico práctico en defensa de la provisión y ordenanza de gobierno de 20 de febrero de 1684, (Lima, 1685). 

Otras obras escritas durante su época en Perú: 

- Obsevaciones Teo-Políticas en que se Ilustran varias leyes de la Recopilación de leyes de Indias, Recopilación de leyes, principalmente eclesiásticas.
- Observaciones Político-Sacras sobre la Real Cédula de 17 de diciembre de 1689
- Historia jurídica del Derecho y Gobierno de los Reinos y Provincias del Perú, Tierra Firme y Chile